# Michael Christensen (piloto)
Michael Klitgaard Christensen (Karlslunde, Copenhague, Dinamarca; 28 de agosto de 1990) es un piloto de automovilismo danés. Triunfó en la temporada 2018-19 del Campeonato Mundial de Resistencia de la FIA, siendo incluso el ganador en las 24 Horas de Le Mans 2018, ambos logros para la escudería Porsche GT Team de la clase GTE. También fue el vencedor de las 12 Horas de Sebring de 2014 en la clase GTLM, de las 24 Horas de Daytona de 2017 en la clase GTD, y de las 24 Horas de Spa 2019 los resultados generales, las tres victorias utilizando el automóvil Porsche 911 RSR.

## Carrera deportiva

### Campeonato Mundial de Resistencia

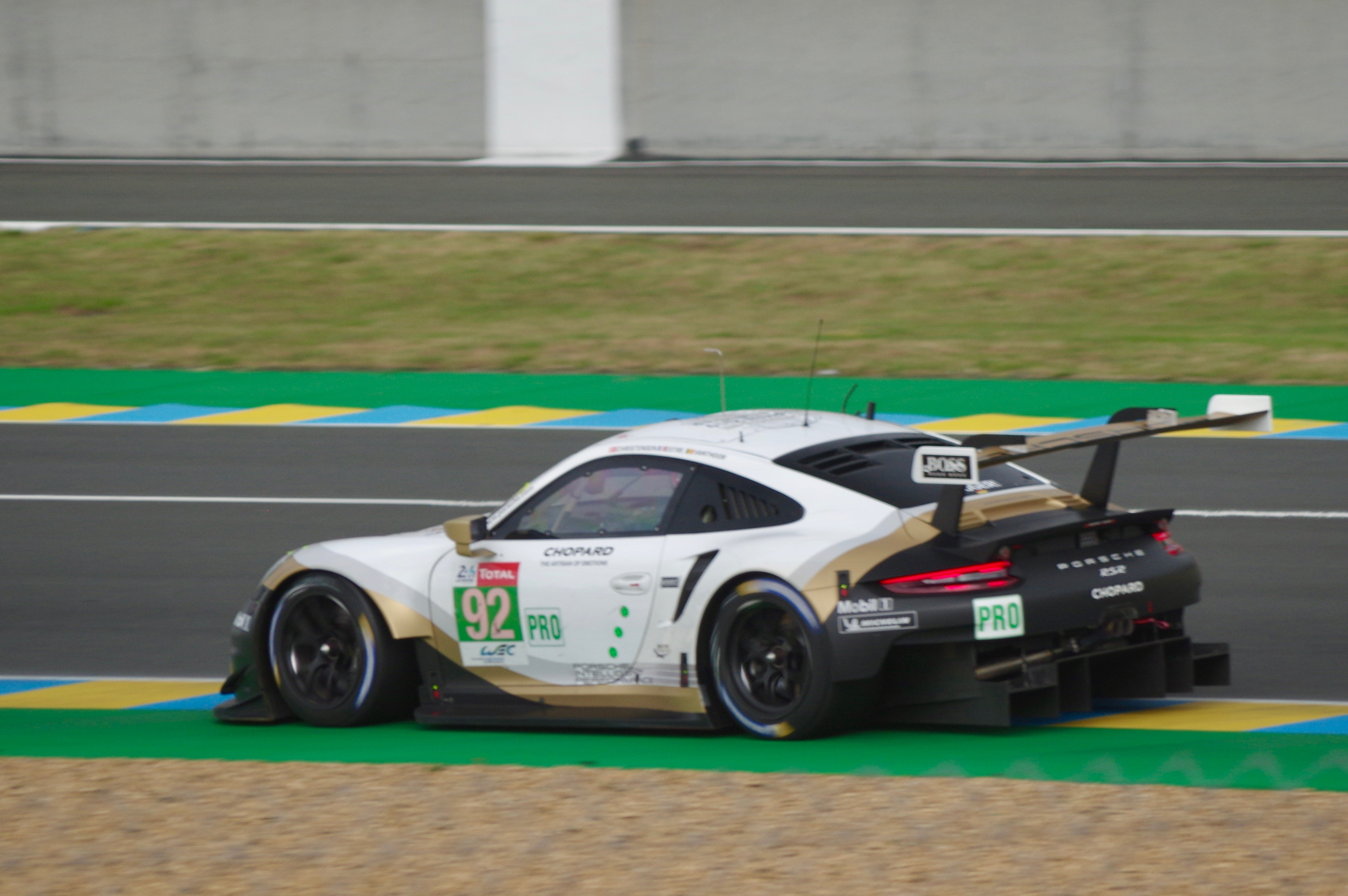
El Porsche 911 RSR, con el que fue el ganador de la clase GT en la temporada 2018-19 del Campeonato Mundial de Resistencia de la FIA

En la temporada 2015 fue compañero de Richard Lietz en la escudería Porsche Team Manthey de la clase LMGTE Pro con el automóvil Porsche 911 RSR. Tras lograr tres victorias en el año, el danés finalizó en la tercera posición, su compañero de equipo fue el ganador de la copa GT de pilotos con una ronda más disputada, debido a que Christensen no pudo competir al disputar una ronda de la temporada de United SportsCar Championship.
En la temporada 2016 volvió a ser compañero de Lietz en el Porsche 911 RSR en la clase LMGTE Pro, pero esta vez para el equipo Dempsey-Proton Racing, en esta ocasión el dúo terminó en la octava posición del copa GT, tras sumar puntos en todas las carreras.
Para temporada 2017 fue compañero de Kévin Estre en la escudería Porsche GT Team, pero nuevamente con el Porsche 911 RSR en LMGTE Pro. Tras obtener tres podios, acabaron en la undécima posición del campeonato, junto a Estre.
Volvió a compartir el asiento del Porsche 911 RSR de Porsche GT Team con Estre en la temporada 2018-19. El dúo logró seis podios, entre los que se incluyen las victorias de las 6 Horas de Shanghái y las 24 Horas de Le Mans, esta última junto a Laurens Vanthoor, quien fue el tercer piloto. De esta forma, ganaron su primer campeonato.
En temporada 2019-20 reiterara la participación junto a Estre, en el Porsche 911 RSR-19 de la escudería Porsche GT Team. No lograron defender el título, y finalizaron terceros en el clasificador final.
Tras una temporada 2021 parcial, el danés volvió a tiempo completo con Porsche en 2022. En su última temporada en LMGTE Pro, nuevamente junto a Estre, lograría el subcampeonato detrás de Ferrari.
Desde 2023, Christensen conduce el Porsche 963 en la clase Hypercar dentro del equipo Porsche Penske Motorsport. En los 1812 km de Catar de 2024, obtuvo su primera pole position y podio en la clase principal del WEC, en el coche que compartía con Matt Campbell y Frédéric Makowiecki.

## Resumen de carrera
| Temporada | Categoría                                               | Equipo                                                         | Carreras     | Victorias    | Poles        | VR           | Podios       | Puntos       | Pos.         |
| --------- | ------------------------------------------------------- | -------------------------------------------------------------- | ------------ | ------------ | ------------ | ------------ | ------------ | ------------ | ------------ |
| 2008      | Fórmula BMW Europa                                      | Räikkönen Robertson Racing                                     | 15           | 0            | 0            | 1            | 1            | 158          | 6.º          |
| 2008      | Fórmula BMW Pacífico                                    | Motaworld Racing                                               | 1            | 0            | 0            | 0            | 1            | 0            | NC†          |
| 2008      | Fórmula BMW World Final                                 | Josef Kaufmann Racing                                          | 1            | 0            | 0            | 0            | 1            | 0            | 2.º          |
| 2009      | Fórmula BMW Europa                                      | Mücke Motorsport                                               | 16           | 4            | 5            | 4            | 6            | 233          | 4.º          |
| 2010      | GP3 Series                                              | MW Arden                                                       | 16           | 0            | 0            | 0            | 0            | 0            | 31.º         |
| 2011      | GP3 Series                                              | RSC Mücke Motorsport                                           | 16           | 0            | 0            | 1            | 2            | 19           | 11.º         |
| 2011      | ADAC GT Masters                                         | Vulcan Racing - Mintgen Motorsport                             | 6            | 0            | 0            | 0            | 0            | 0            | NC           |
| 2012      | Porsche Supercup                                        | Konrad Motorsport                                              | 2            | 0            | 0            | 0            | 0            | 0            | NC           |
| 2012      | Copa Porsche Carrera Alemania                           | Konrad Motorsport                                              | 16           | 1            | 0            | 1            | 2            | 148          | 7.º          |
| 2013      | Supercopa Porsche                                       | DAMS                                                           | 9            | 1            | 1            | 1            | 3            | 95           | 6.º          |
| 2013      | ADAC GT Masters                                         | Tonino powered by Herberth Motorsport                          | 2            | 0            | 0            | 0            | 0            | 20           | 23.º         |
| 2013      | ADAC GT Masters                                         | Team Geyer & Weinig EDV-Unternehmensberatung Schütz Motorsport | 2            | 0            | 0            | 0            | 0            | 20           | 23.º         |
| 2013      | American Le Mans Series - GT                            | CORE Autosport                                                 | 1            | 0            | 0            | 0            | 0            | 7            | 29.º         |
| 2013      | Rolex Sports Car Series - GT                            | Konrad Motorsport/Orbit                                        | 1            | 0            | 0            | 0            | 0            | 16           | 62.º         |
| 2013      | Copa Porsche Carrera Alemania                           | Team 75 Motorsport GmbH                                        | 2            | 0            | 0            | 0            | 1            | 0            | NC†          |
| 2013      | 24 Horas de Nürburgring - SP9                           | Pinta Team Manthey                                             |              |              |              |              |              |              | ?            |
| 2014      | IMSA SportsCar Championship - GTLM                      | Porsche North America                                          | 10           | 1            | 1            | 0            | 4            | 303          | 6.º          |
| 2015      | Campeonato Mundial de Resistencia de la FIA - LMGTE Pro | Porsche Team Manthey                                           | 7            | 3            | 0            | 1            | 4            | 127          | 3.º          |
| 2015      | IMSA SportsCar Championship - GTLM                      | Porsche North America                                          | 2            | 0            | 0            | 0            | 1            | 56           | 17.º         |
| 2015      | 24 Horas de Nürburgring - SP-Pro                        | Wochenspiegel Team Manthey                                     |              |              |              |              |              |              | DNF          |
| 2016      | Campeonato Mundial de Resistencia de la FIA - LMGTE Pro | Dempsey-Proton Racing                                          | 9            | 0            | 0            | 0            | 0            | 74           | 8.º          |
| 2016      | IMSA SportsCar Championship - GTLM                      | Porsche North America                                          | 3            | 0            | 0            | 0            | 2            | 89           | 13.º         |
| 2016      | 24 Horas de Nürburgring - SP9                           | Manthey Racing                                                 |              |              |              |              |              |              | DNF          |
| 2017      | Campeonato Mundial de Resistencia de la FIA - LMGTE Pro | Porsche GT Team                                                | 9            | 0            | 1            | 0            | 3            | 67           | 11.º         |
| 2017      | IMSA SportsCar Championship - GTD                       | Alegra Motorsports                                             | 5            | 1            | 0            | 0            | 2            | 131          | 23.º         |
| 2017      | Blancpain GT Series Endurance Cup                       | KÜS TEAM75 Bernhard                                            | 1            | 0            | 0            | 0            | 0            | 12           | 22.º         |
| 2017      | Intercontinental GT Challenge                           | KÜS TEAM75 Bernhard                                            | 1            | 0            | 0            | 0            | 0            | 12           | 10.º         |
| 2017      | 24 Horas de Nürburgring - SP9                           | Frikadelli Racing                                              |              |              |              |              |              |              | 6.º          |
| 2018      | Pirelli World Challenge                                 | Alegra Motorsports                                             | 19           | 2            | 1            | 1            | 9            | 364          | 3.º          |
| 2018      | SprintX GT Championship Series                          | Alegra Motorsports                                             | 10           | 1            | 1            | 0            | 6            | 198          | 2.º          |
| 2018      | 24 Horas de Nürburgring - SP9                           | KÜS Team75 Bernhard                                            |              |              |              |              |              |              | 19.º         |
| 2018-19   | Campeonato Mundial de Resistencia de la FIA - LMGTE Pro | Porsche GT Team                                                | 8            | 2            | 1            | 1            | 6            | 155          | 1.º          |
| 2019      | Blancpain GT Series Endurance Cup                       | GPX Racing                                                     | 1            | 1            | 0            | 0            | 1            | 25           | 10.º         |
| 2019      | Intercontinental GT Challenge                           | GPX Racing                                                     | 2            | 1            | 0            | 0            | 2            | 40           | 11.º         |
| 2019      | 24 Horas de Nürburgring - SP9                           | Manthey Racing                                                 |              |              |              |              |              |              | DSQ          |
| 2019-20   | Campeonato Mundial de Resistencia de la FIA - LMGTE Pro | Porsche GT Team                                                | 8            | 2            | 3            | 0            | 6            | 148          | 3.º          |
| 2020      | GT World Challenge Europe Endurance Cup                 | KCMG                                                           | 1            | 0            | 0            | 0            | 0            | 2            | 33.º         |
| 2020      | Intercontinental GT Challenge                           | KCMG                                                           | 1            | 0            | 0            | 0            | 0            | 0            | NC           |
| 2021      | Campeonato Mundial de Resistencia de la FIA - LMGTE Pro | Porsche GT Team                                                | 3            | 0            | 2            | 0            | 3            | 88           | 5.º          |
| 2021      | IMSA SportsCar Championship - GTLM                      | WeatherTech Racing                                             | 1            | 0            | 0            | 0            | 1            | 348          | 11.º         |
| 2021      | GT World Challenge Europe Endurance Cup                 | Schnabl Engineering                                            | 1            | 0            | 0            | 0            | 0            | 4            | 27.º         |
| 2021      | Intercontinental GT Challenge                           | Schnabl Engineering                                            | 1            | 0            | 0            | 0            | 0            | 0            | NC           |
| 2021      | 24 Horas de Nürburgring - SP9                           | Manthey Racing                                                 |              |              |              |              |              |              | 1.º          |
| 2022      | Campeonato Mundial de Resistencia de la FIA - LMGTE Pro | Porsche GT Team                                                | 6            | 1            | 2            | 0            | 4            | 132          | 2.º          |
| 2022      | GT World Challenge Europe Endurance Cup                 | GPX Martini Racing                                             | 1            | 0            | 0            | 0            | 0            | 6            | 29.º         |
| 2022      | Intercontinental GT Challenge                           | GPX Martini Racing                                             | 1            | 0            | 0            | 0            | 0            | 0            | NC           |
| 2022      | 24 Horas de Nürburgring - SP9                           | Manthey Racing                                                 |              |              |              |              |              |              | DNF          |
| 2023      | Campeonato Mundial de Resistencia de la FIA - Hypercar  | Porsche Penske Motorsport                                      | 7            | 0            | 0            | 0            | 0            | 61           | 7.º          |
| 2023      | IMSA SportsCar Championship - GTP                       | Porsche Penske Motorsport                                      | 2            | 0            | 0            | 0            | 0            | 556          | 18.º         |
| 2023      | 24 Horas de Nürburgring - SP9                           | Manthey EMA                                                    |              |              |              |              |              |              | DNF          |
| 2024      | Campeonato Mundial de Resistencia de la FIA - Hypercar  | Porsche Penske Motorsport                                      | 8            | 0            | 2            | 0            | 4            | 104          | 5.º          |
| 2024      | IMSA SportsCar Championship - GTD Pro                   | AO Racing                                                      | 4            | 1            | 1            | 0            | 2            | 1208         | 17.º         |
| 2025      | Campeonato Mundial de Resistencia de la FIA - Hypercar  | Porsche Penske Motorsport                                      | Disputándose | Disputándose | Disputándose | Disputándose | Disputándose | Disputándose | Disputándose |
| Fuente:   |                                                         |                                                                |              |              |              |              |              |              |              |

- † - Al participar Christensen como piloto invitado, no fue apto para puntuar.

## Resultados

### GP3 Series
(Clave) (negrita indica pole position) (cursiva indica vuelta rápida puntuable)

| Año  | Escudería            | 1   | 1   | 2   | 2   | 3   | 3   | 4   | 4   | 5   | 5   | 6   | 6   | 7   | 7   | 8   | 8   | Pos. | Puntos | Ref.   |
| ---- | -------------------- | --- | --- | --- | --- | --- | --- | --- | --- | --- | --- | --- | --- | --- | --- | --- | --- | ---- | ------ | ------ |
| 2010 | MW Arden             | BAR | BAR | EST | EST | VAL | VAL | SIL | SIL | HOC | HOC | BUD | BUD | SPA | SPA | MNZ | MNZ | 31.º | 0      | [ 18 ] |
| 2010 | MW Arden             | Ret | 18  | 13  | 11  | Ret | 14  | Ret | 15  | Ret | 10  | 10  | Ret | 10  | 23† | 15  | 10  | 31.º | 0      | [ 18 ] |
| 2011 | RSC Mücke Motorsport | EST | EST | BAR | BAR | VAL | VAL | SIL | SIL | NÜR | NÜR | BUD | BUD | SPA | SPA | MNZ | MNZ | 11.º | 19     | [ 19 ] |
| 2011 | RSC Mücke Motorsport | 7   | 2   | 18  | 12  | Ret | Ret | Ret | 13  | 26† | 12  | 2   | 13  | 15  | 4   | 12  | 11  | 11.º | 19     | [ 19 ] |

### Campeonato Mundial de Resistencia de la FIA
(Clave) (negrita indica pole position) (cursiva indica vuelta rápida)

| Año     | Escudería             | Clase     | Automóvil            | 1   | 2   | 3   | 4   | 5   | 6   | 7   | 8   | 9   | Pos. | Puntos | Ref.   |
| ------- | --------------------- | --------- | -------------------- | --- | --- | --- | --- | --- | --- | --- | --- | --- | ---- | ------ | ------ |
| 2015    | Porsche Team Manthey  | LMGTE Pro | Porsche 911 RSR      | SIL | SPA | LMS | NÜR | COA | FUJ | SHA | BHR |     | 3.º  | 127    | [ 6 ]  |
| 2015    | Porsche Team Manthey  | LMGTE Pro | Porsche 911 RSR      | 2   |     | 7   | 1   | 1   | 4   | 1   | 5   |     | 3.º  | 127    | [ 6 ]  |
| 2016    | Dempsey-Proton Racing | LMGTE Pro | Porsche 911 RSR      | SIL | SPA | LMS | NÜR | MEX | COA | FUJ | SHA | BHR | 8.º  | 74     | [ 8 ]  |
| 2016    | Dempsey-Proton Racing | LMGTE Pro | Porsche 911 RSR      | 9   | 4   | 6   | 6   | 6   | 6   | 7   | 6   | 7   | 8.º  | 74     | [ 8 ]  |
| 2017    | Porsche GT Team       | LMGTE Pro | Porsche 911 RSR      | SIL | SPA | LMS | NÜR | MEX | COA | FUJ | SHA | BHR | 11.º | 67     | [ 10 ] |
| 2017    | Porsche GT Team       | LMGTE Pro | Porsche 911 RSR      | Ret | 6   | Ret | 3   | 5   | 2   | 3   | Ret | Ret | 11.º | 67     | [ 10 ] |
| 2018-19 | Porsche GT Team       | LMGTE Pro | Porsche 911 RSR      | SPA | LMS | SIL | FUJ | SHA | SEB | SPA | LMS |     | 1.º  | 155    | [ 20 ] |
| 2018-19 | Porsche GT Team       | LMGTE Pro | Porsche 911 RSR      | 2   | 1   | 3   | 1   | 3   | 5   | 3   | 5   |     | 1.º  | 155    | [ 20 ] |
| 2019-20 | Porsche GT Team       | LMGTE Pro | Porsche 911 RSR - 19 | SIL | FUJ | SHA | BHR | COA | SPA | LMS | BHR |     | 3.º  | 148    | [ 21 ] |
| 2019-20 | Porsche GT Team       | LMGTE Pro | Porsche 911 RSR - 19 | 2   | 2   | 2   | 7   | 2   | 1   | 11  | 1   |     | 3.º  | 148    | [ 21 ] |

### 24 Horas de Le Mans
| Año     | Equipo                    | Copilotos                         | Automóvil          | Clase     | Vueltas | Pos. | Pos. Clase |
| ------- | ------------------------- | --------------------------------- | ------------------ | --------- | ------- | ---- | ---------- |
| 2015    | Porsche Team Manthey      | Richard Lietz Jörg Bergmeister    | Porsche 911 RSR    | LMGTE Pro | 327     | 30.º | 5.º        |
| 2016    | Dempsey-Proton Racing     | Philipp Eng Richard Lietz         | Porsche 911 RSR    | LMGTE Pro | 329     | 31.º | 8.º        |
| 2017    | Porsche GT Team           | Kévin Estre Dirk Werner           | Porsche 911 RSR    | LMGTE Pro | 179     | DNF  | DNF        |
| 2018    | Porsche GT Team           | Kévin Estre Laurens Vanthoor      | Porsche 911 RSR    | LMGTE Pro | 344     | 15.º | 1.º        |
| 2019    | Porsche GT Team           | Kévin Estre Laurens Vanthoor      | Porsche 911 RSR    | LMGTE Pro | 340     | 29.º | 9.º        |
| 2020    | Porsche GT Team           | Kévin Estre Laurens Vanthoor      | Porsche 911 RSR-19 | GTE Pro   | 331     | 35.º | 6.º        |
| 2021    | Porsche GT Team           | Kévin Estre Neel Jani             | Porsche 911 RSR-19 | GTE Pro   | 344     | 22.º | 3.º        |
| 2022    | Porsche GT Team           | Kévin Estre Laurens Vanthoor      | Porsche 911 RSR-19 | GTE Pro   | 348     | 31.º | 4.º        |
| 2023    | Porsche Penske Motorsport | Dane Cameron Frédéric Makowiecki  | Porsche 963        | Hypercar  | 325     | 16.º | 9.º        |
| 2024    | Porsche Penske Motorsport | Matt Campbell Frédéric Makowiecki | Porsche 963        | Hypercar  | 311     | 6.º  | 6.º        |
| 2025    | Porsche Penske Motorsport | Julien Andlauer Mathieu Jaminet   | Porsche 963        | Hypercar  | 386     | 6.º  | 6.º        |
| Fuente: |                           |                                   |                    |           |         |      |            |